# Monte Luzera
Il Monte Luzera è una montagna delle Alpi Cozie alta 1.796 m.
Si trova alla testata della comba del Rio Chiapinetto, piccola valle laterale della val di Susa ed è interamente del comune di Villar Focchiardo.

## Descrizione
La montagna appartiene alla cresta spartiacque che divide il bacino della Dora Riparia da quello del Sangone. 
Il costolone che da esso si dipana verso nord separa il bacino del Rio Chiapinetto da quello del Rio Batibò. Sulla cresta spartiacque nei suoi pressi sono presenti la Punta Sindrè, il Colle Pian Bergari e il Colle Ben Mulè, toccati dal Sentiero dei Franchi. La cresta verso ovest si dirige verso il Pian dell'Orso e il Monte Salancia, verso est alla Punta del Loson, alla Carra Saettiva e al Col Bione.

## Alpinismo e sci
Il Monte Luzera è di interesse prevalentemente escursionistico, ed è raggiungibile seguendo il Sentiero dei Franchi che ne sfiora la punta.

## Letteratura
La montagna è citata nel romanzo Suo marito - Giustino Roncella nato a Boggiòlo di Luigi Pirandello.

## Cartografia
- Cartografia ufficiale italiana dell'Istituto Geografico Militare (IGM) in scala 1:25.000 e 1:100.000, consultabile on line
- Bassa valle Susa, Musinè, val Sangone, collina di Rivoli, scala 1:25.000, ed. Fraternali
- 17 - Torino Pinerolo e Bassa Val di Susa, scala 1:50.000, ed. IGC - Istituto Geografico Centrale